# اوستونی
اوستونی (به ایتالیایی: Ostuni) یک کومونه در ایتالیا است که در استان بریندیزی واقع شده‌است.

## خصوصیات
اوستونی ۲۲۳ کیلومترمربع مساحت و ۳۲٬۱۸۲ نفر جمعیت دارد و ۲۰۷ متر بالاتر از سطح دریا واقع شده‌است.

## خواهرخوانده
شهر مئامشلان خواهرخواندهٔ اوستونی هست.